# 스카이서핑

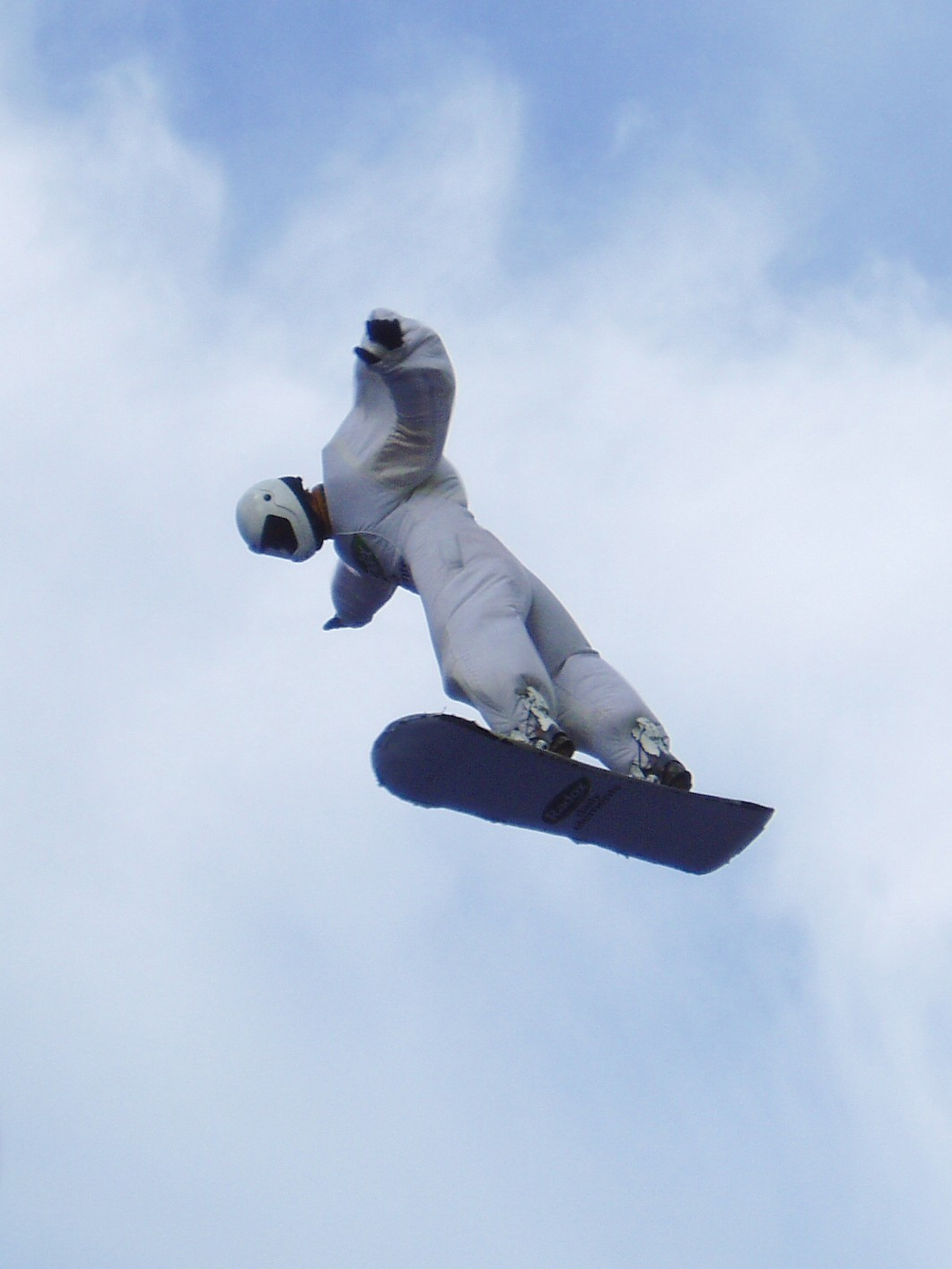
스카이서핑

스카이서핑(Skysurfing)은 하늘에서 하는 극한 스포츠로, 스카이 다이빙의 하위종목이다.